# ون‌داچ
ون‌داچ (انگلیسی: VanDutch) شرکت کالای هلندی است، که در سال ۲۰۰۸ تأسیس شد.